# Ruhrwasserwerk Mülheim-Styrum/West
Das RWW Wasserwerk Mülheim-Styrum/West ist ein Wasserwerk im Tal der Ruhr in Mülheim an der Ruhr. Es befindet sich rechtsseitig des Wehrs Raffelberg. Es gehört der Rheinisch-Westfälischen Wasserwerksgesellschaft (RWW) und besteht seit 1955.
Seit 1983 wird es nach dem Mülheimer Verfahren in der Variante 2 betrieben. Seit 2014 ersetzt eine UV-Anlage die Desinfektion durch Chlorung, die nur noch in Notfällen eingesetzt wird.